# Альтхайм (Ридлинген)
Альтхайм (нем. Altheim) — община в Германии, в земле Баден-Вюртемберг.
Подчиняется административному округу Тюбинген. Входит в состав района Биберах.  Население составляет 2267 человек (на 31 декабря 2010 года). Занимает площадь 23,74 км².

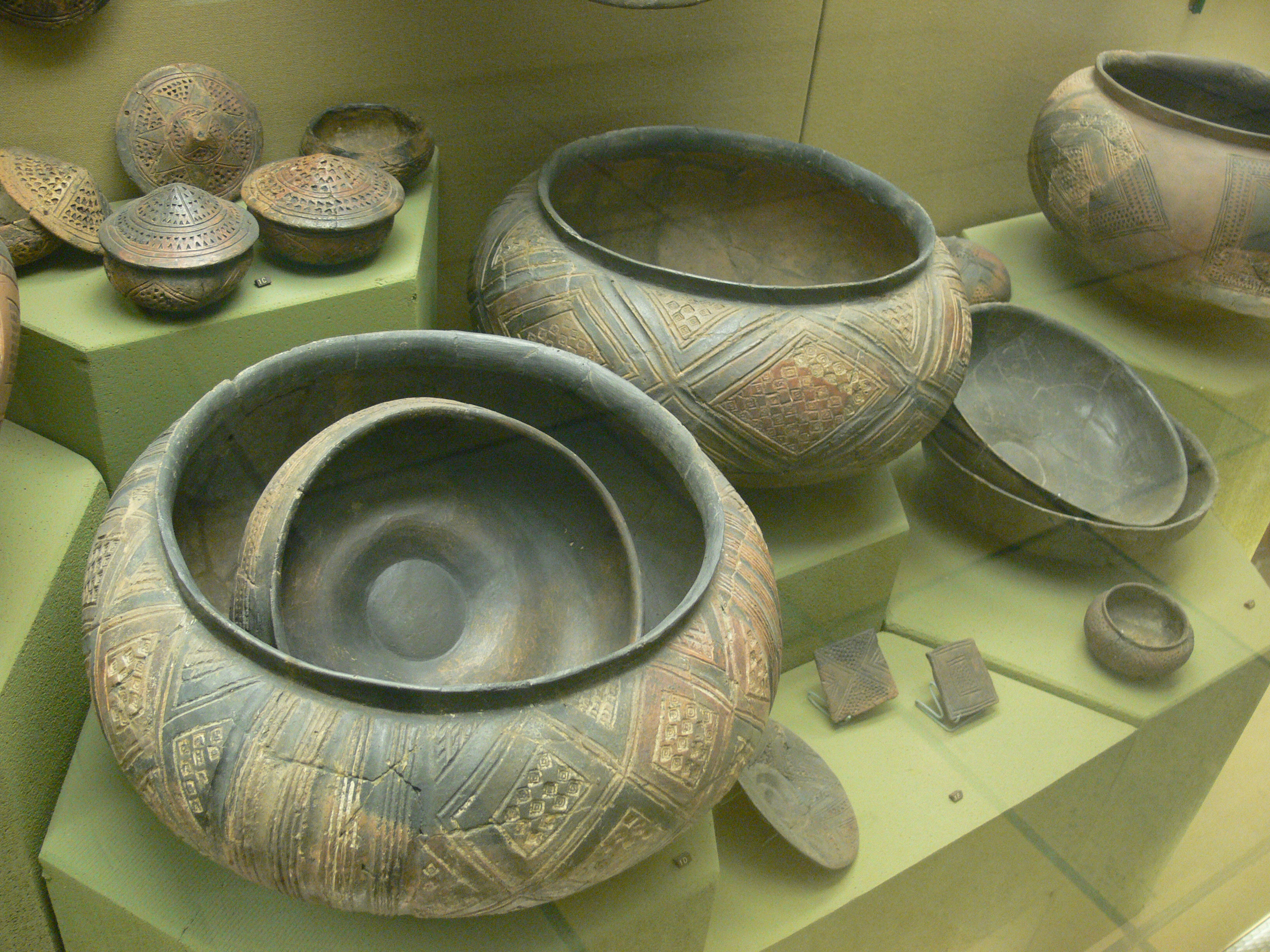
Альтхайм (Ридлинген)